# غاو فرانكونيا
غاو فرانكونيا كان التقسيم الإداري لألمانيا النازية في فرانكونيا الوسطى، بافاريا، من 1933 إلى 1945. وقبل ذلك، من 1926 إلى 1933، كان التقسيم الإقليمي للحزب النازي في تلك المنطقة.

## التاريخ
تم إنشاء نظام النازي غاو في الأصل في مؤتمر للحزب في 22 مايو 1926، من أجل تحسين إدارة هيكل الحزب. منذ عام 1933 وما بعده، بعد الاستيلاء النازي على السلطة، حل الغاو محل الولايات الألمانية بشكل متزايد كتقسيمات إدارية في ألمانيا. 
على رأس كل غاو، كان هناك غاولايتر، وهو موقع أصبح أكثر قوة، خاصة بعد اندلاع الحرب العالمية الثانية، مع تدخل ضئيل من الأعلى. غوليتر المحلي غالبًا ما كان يشغل مناصب حكومية بالإضافة إلى مناصب حزبية وكان مسؤولًا، من بين أشياء أخرى، عن الدعاية والمراقبة، ومنذ سبتمبر 1944 فصاعدًا، فولكسستورم والدفاع عن الغاو.  
وقد شغل منصب غولايتر في فرانكن في الأصل من قبل يوليوس شترايخر حتى عام 1940 عندما تم ترحيله من هذا المنصب. أُعدم ستريشر في وقت لاحق بسبب جرائم ضد الإنسانية في 16 أكتوبر 1946. لم يتم شغل منصب جوليتر مرة أخرى حتى عام 1944، حيث كان هانز زيمرمان (1940–1942) وكارل هولز (1942–1944) غوليتر بالإنابة. تولى هولز المنصب رسميا في عام 1944 واحتفظ به حتى وفاته في أبريل 1945.  